# スウェーデン料理

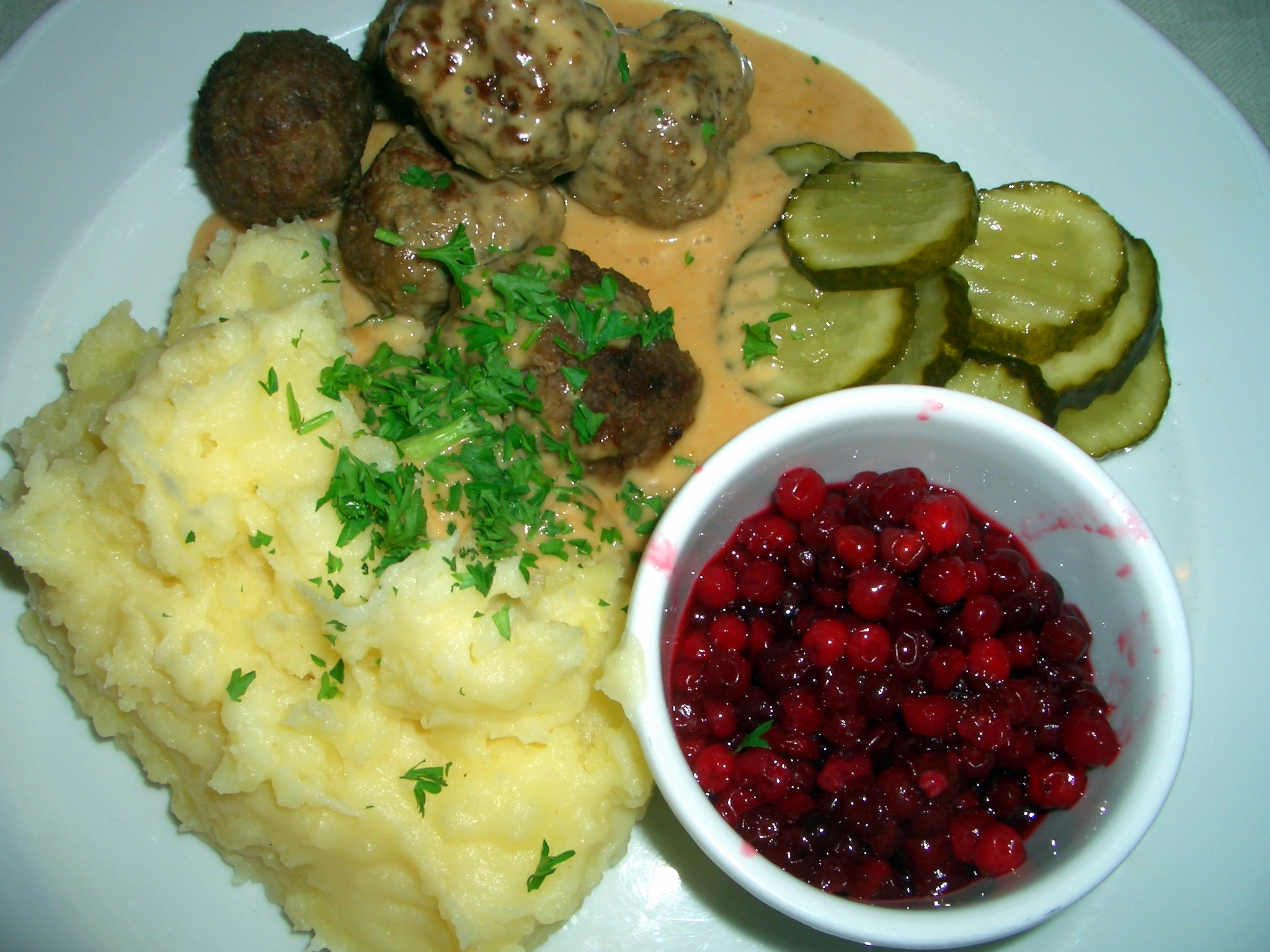
クリームソース、マッシュポテト、ピクルスとリンゴンベリー・ジャムを添えたショットブッラール

スウェーデン料理（スウェーデンりょうり、スウェーデン語: Svenska köket）では、スウェーデンの食文化について概説する。

## 概要

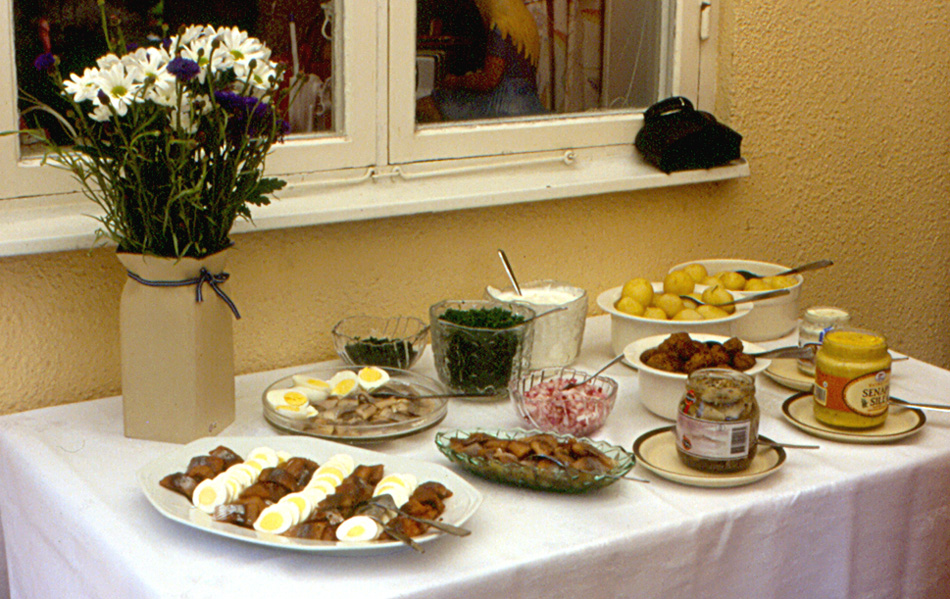
スウェーデンの伝統的な夏至祭のディナー

スウェーデンでは気候が厳しいため、歴史的には保存のきく食べ物が多く食されてきた。ニシンの酢漬け、魚や肉の燻製、乾燥させたパンなどは、伝統的なスウェーデンらしい食べ物と言える。味付けは、基本的に塩と胡椒であることが多く、日本人の普段の食と比較すると塩味がきつい印象を受けることも多い。スパイス類は日本で馴染みのないようなスパイスなどはあまり使われない。近年はスウェーデンの食文化も多彩になっており、タコス、ケバブ、ピザやインド料理に日本の寿司など様々な食べ物が広く受け入れられている。
スウェーデンの主食はジャガイモであり、夏になると採れる新ジャガは楽しみにされている。夏至祭にはニシンの酢漬けと茹でたての新ジャガというのが定番料理として食べられる。ジャガイモは、マッシュポテト、フライドポテト、茹でる、焼くと様々な調理法で、肉料理から魚料理まで様々な料理と共に食べられている。魚料理によく使用されるのはサーモン、ニシン、エビ、ザリガニなど。肉料理には鶏肉、牛肉、豚肉に加えて、ヘラジカやトナカイの肉を食するのが特徴である。
スウェーデンの伝統的な食事方法としてはスモーガスボードが知られる。
スウェーデン料理はIKEAのレストランでも提供されており、日本でもスウェーデン料理の知名度向上に役立っている。
スウェーデンの国土が南北に広大であるため、地域により相違がある。歴史的に最北部では幾つかのルーツをサーミ人文化に持ち、トナカイや他のジビエ（半野生を含む）料理を食する。一方南部では幾つかのルーツをデンマークの文化に持ち、また幾つかはドイツから影響されていて、新鮮な野菜が重要な役割を果たす。多くの伝統的料理では対照的な味付けを行う。例えば手作りのミートボールとグレイビーに、酸味の刺激のあるリンゴンベリー・ジャム（クランベリーソースにやや類似）を添える。
スウェーデン人は、17世紀から18世紀にかけてのフランス料理から今日の寿司やカフェ・ラッテに至るまで、昔から海外の食文化の受容に寛容だった。ファストフードでは、1960年代以降にピザやホットドッグが普及した。その20年後には、同様にケバブやファラフェルが小規模レストランの名物料理として人気が高まっている。

## 全般的な特徴
スウェーデン料理は、発酵乳製品、固いパンとしばしば砂糖の入った柔らかいパン、ベリー類、核果類、牛肉、鶏肉、羊肉、豚肉、そして魚介類を中心とし、よくジャガイモが付け合わせとして供されるが、特に茹でたものであることが多い。スウェーデン料理には膨大な種類のパンがある。形や大きさ、ライムギ、エンバク、オオムギ、白パン生地、黒パン生地、サワードウ、全粒粉といった材料で作られ、フラットブレッドとクリスプ・ブレッドも含まれる。多くの肉料理、特にミートボールは、リンゴンベリー・ジャムを添えて供される。ニッポンソッパ（Nyponsoppa、ローズヒップ・スープ）やブローベルスソッパ（Blåbärssoppa、ブルーベリー・スープ）のようなとろみのあるフルーツ・スープは、典型的なスウェーデン料理であり、冷製または温製で供される。使用される油脂はバターとマーガリンが主であるが、オリーブ・オイルも普及してきている。スウェーデン料理のペイストリーには、伝統的に酵母で膨らませた菓子パン、クッキー、ビスケット、ケーキの様々な種類があり、多くは砂糖たっぷりで、スウェーデンで絶大な人気があるフィーカ（Fika、コーヒーブレイクの習慣）でコーヒーと一緒に食べられる。伝統的な北欧料理は心臓病のリスクを低減するという研究がある。

## 歴史

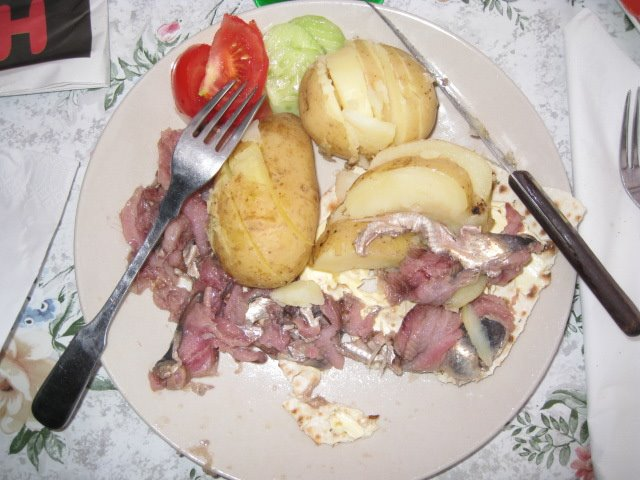
茹でたジャガイモとサラダを添えたシュールストレミング（発酵ニシン）

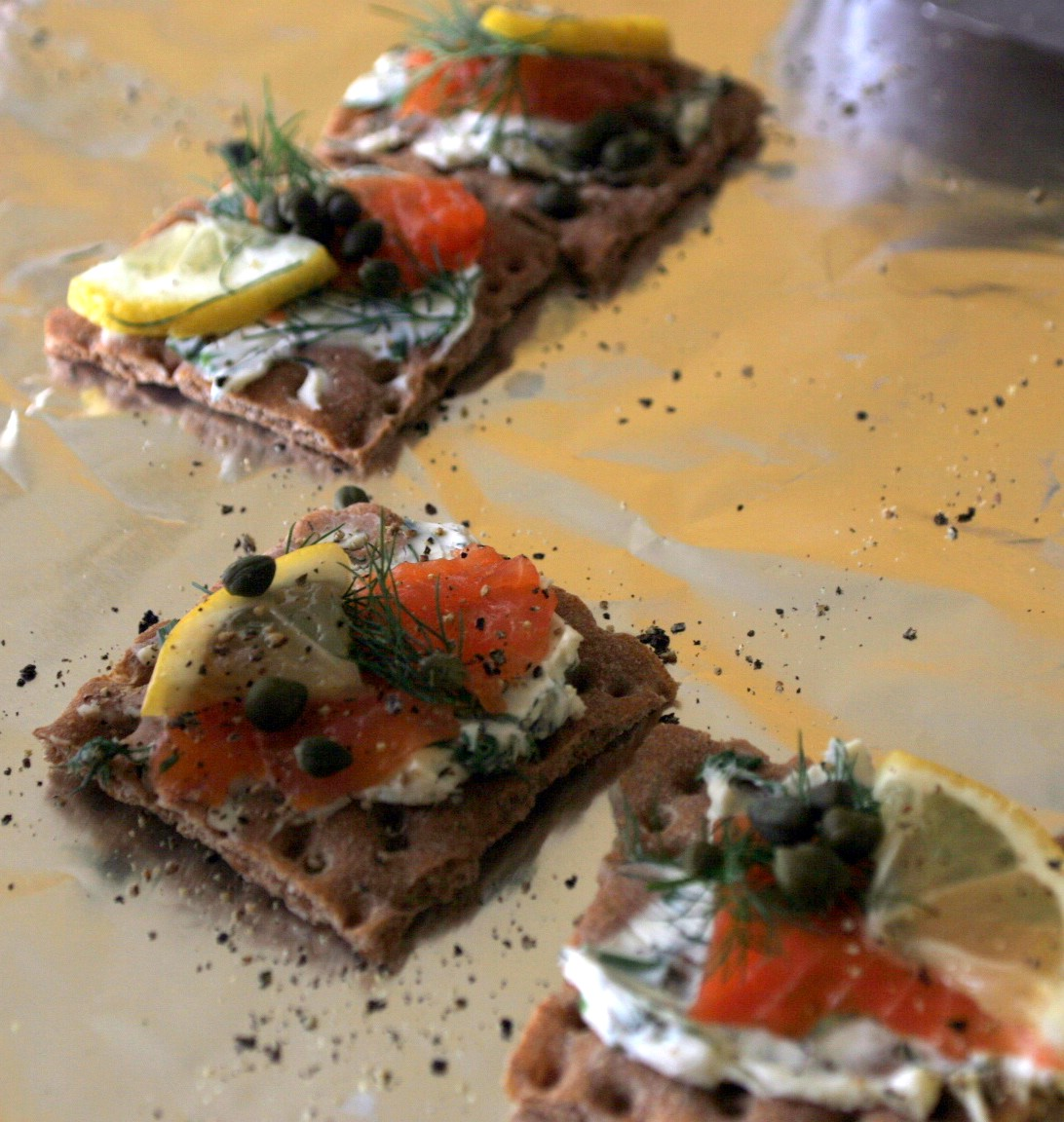
クリスプ・ブレッドにのせてコショウをふりレモンを添えたグラブラックス

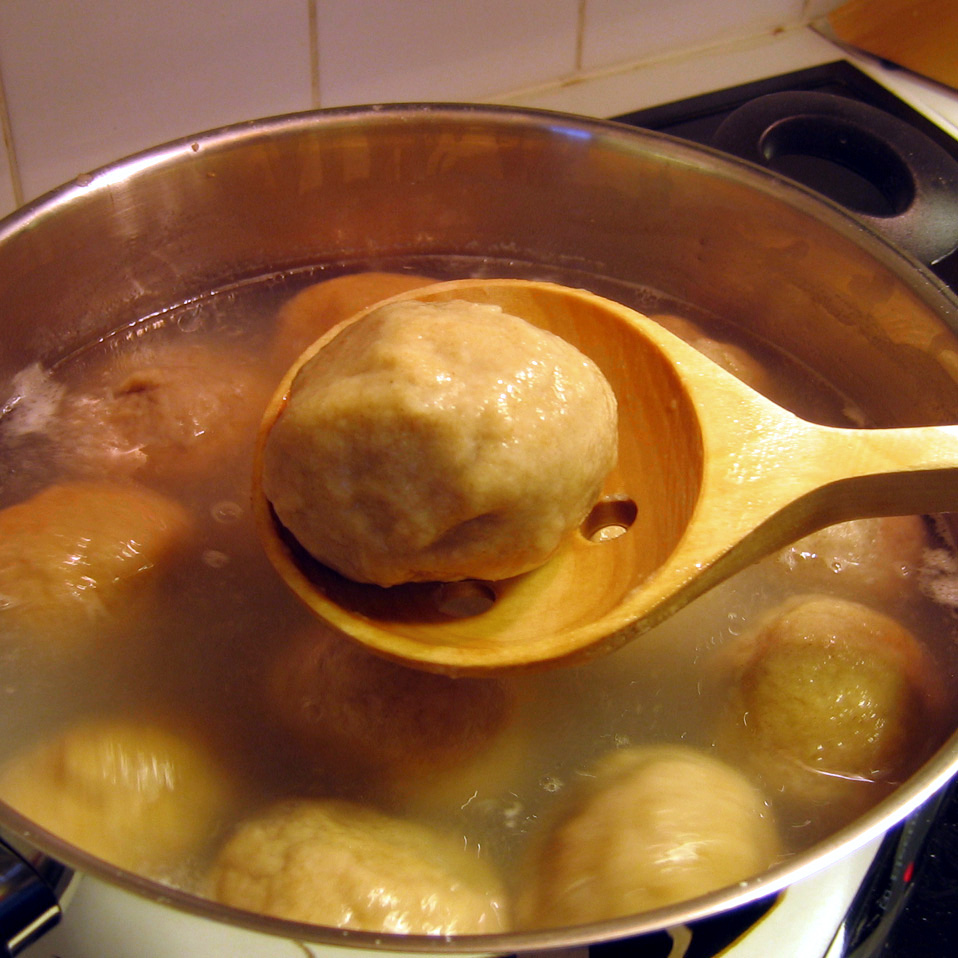
肉詰めダンプリング、ピーテパルト

魚の重要性は、はるか昔の歴史においてスウェーデン人と貿易形態を支配した。防腐保存のため、魚は塩漬けにして保存処理される。塩は、西暦1000年頃に始まったスカンディナヴィア中世の初めに、重要な貿易品となった。スールコール（Surkål、ザワークラウト）として保存したキャベツとベリーやリンゴ等の様々な保存食品は、かつて冬期のビタミンC源とされた（現在スウェーデン料理でスールコールはほとんど使われない）。今なお好まれるリンゴンベリー・ジャムは、ステーキやシチュー等の重めの料理をさっぱりと食べる、スウェーデンにおける最も伝統的で典型的な方法である。
スウェーデンでは長い冬のため、多くの伝統料理のレシピには新鮮な野菜が欠けている。過去には、冬の間保存でき、人々の生存を可能とするような野菜がスウェーデン料理の基礎となっていた。コールロット（kålrot）（ルタバガ、イギリス英語でまさにswedeと呼ばれる根菜）のような様々なカブ類は、18世紀に次第にジャガイモにより代替または補完されるようになった。古来より多くの地元のハーブと植物が使用されていたが、刺激の強い調味料はなかったため、日常食品は現在と比較してむしろ単調な味であった。この伝統は現在のスウェーデン料理にも残っており、香辛料はかなり控えめである。
この時代の前後に、いくつかの新しいゲルマン人の料理もまた、ハンザ同盟に関係してストックホルム、ヴィスビューおよびカルマル市に定住した移民によりもたらされた。スウェーデンの貿易商と貴族は、自然に外国の食文化を取り入れた。一例はトルコ料理のドルマに由来するコールドルマ（kåldolmar、ロールキャベツ）である。コールドルマは、カール12世によりスウェーデンに伝わった。カール12世はポルタヴァの戦いと亡命先のベンデル滞在の際にこの料理に出会い、後に1716年にストックホルムに訪れたオスマン帝国の債権者により伝えられた。初期のコールドルマの作り方は1755年にカイサ・ヴァリにより、有名な料理本『若い婦人のための家事の手引き』（Hjelpreda i hushållningen för unga fruentimber）で初めて出版されたが、後のレシピよりもトルコのドルマに近い料理であった。

### ヒュスマンスコスト
ヒュスマンスコスト（Husmanskost）は、スウェーデンの伝統料理であり、地元の材料で作る古典的なスウェーデンの家庭料理を示す。Husmanskostという名称は、土地の所有とは関係なく「家の持ち主」を意味するhusmanに由来し、元来は都市の外にある素朴な田舎の食べものほとんどに対して使われていた。本物のスウェーデンのヒュスマンスコストは、主に豚肉の全部位、魚、穀物、牛乳、ジャガイモ、根菜、キャベツ、タマネギ、リンゴ、ベリー等の地元でとれる食材を使用し、牛肉や羊肉はあまり使われない。ベリー類を除けばリンゴが最も使われる伝統的な果物であり、生で食べたり、アップルパイ、アップルソース、またはアップルケーキとして供される。レドニンガ（redningar、ルー）やロングコック（långkok（「長時間茹でる」）といった時間のかかる調理法が一般に用いられ、香辛料は控えめである。スウェーデンのヒュスマンスコストの例はアートソッパ（ärtsoppa、エンドウマメのスープ）、ルートモース・メド・フレスク（rotmos med fläsk、茹でてつぶしたニンジン、ジャガイモ、ルタバガと豚肉）、グラブラックス（gravlax）、インコクト・ラックス（inkokt lax、弱火で茹でたサケ）、フライ、酢漬けといった各種サケ料理、各種ニシン料理（ほとんどは酢漬けだが、フライ、グラタン等もある）、フィスクブッラ（fiskbullar、魚すり身団子）、ショットブラール（köttbullar、ミートボール）、パルト（肉などが入ったのジャガイモのダンプリング）、ラッグムンク（raggmunk、ポテトパンケーキ）、様々なグルート（gröt、粥）、ピッティパンナ（pytt i panna、ジャガイモ、数種の肉、ソーセージ、ベーコンとタマネギの角切り炒め）、カロープス（kalops、肉とタマネギのシチュー）、クロップカーカ（kroppkaka、タマネギと豚肉を詰めたジャガイモのダンプリング）である。
スウェーデンのヒュスマンスコストや伝統食品に類似した料理は、他のスカンディナヴィア各国で見られるが、細かい部分が異なることがある。スウェーデンはウォッカ・ベルトに属し、歴史的にブレンヴィーンやスナップス等の蒸留酒が日常の食事の一部であった。スウェーデンにおけるワイン消費量は、ビールやより強いアルコール飲料の一部に替わって、この50年間で増加している。多くの地域で、地元産ワインが地元のヒュスマンスコストと組み合わせられている。
ヒュスマンスコストは過去10年間に、トーレ・ヴレットマンのような著名なスウェーデンのシェフが伝統的スウェーデン料理の現代風アレンジを発表するルネサンスを経験した。ヌーベル・ヒュスマン（nouvel husman）と呼ばれるこの現代料理では、昔の肉体労働の維持に必要であった脂肪分が減り、新たな食材が追加された。調理法もまた、調理時間を短縮し、栄養価を高め、料理の風味を増すために見直されている。
スウェーデン料理は、ロールキャベツや17世紀から18世紀にかけてのフランス料理からの影響、現在のピザやカフェ・ラッテに至るまで、海外の影響を受けている。多くのスウェーデン料理レストランは、伝統的ヒュスマンスコストと近代的な美食の手法を組み合わせている。

## 料理

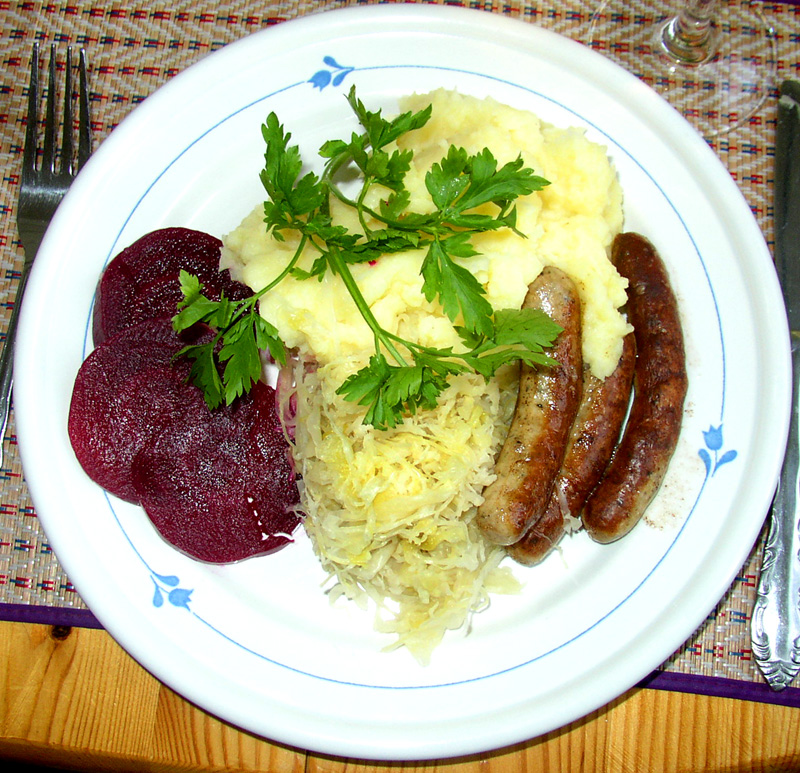
夜食の一品

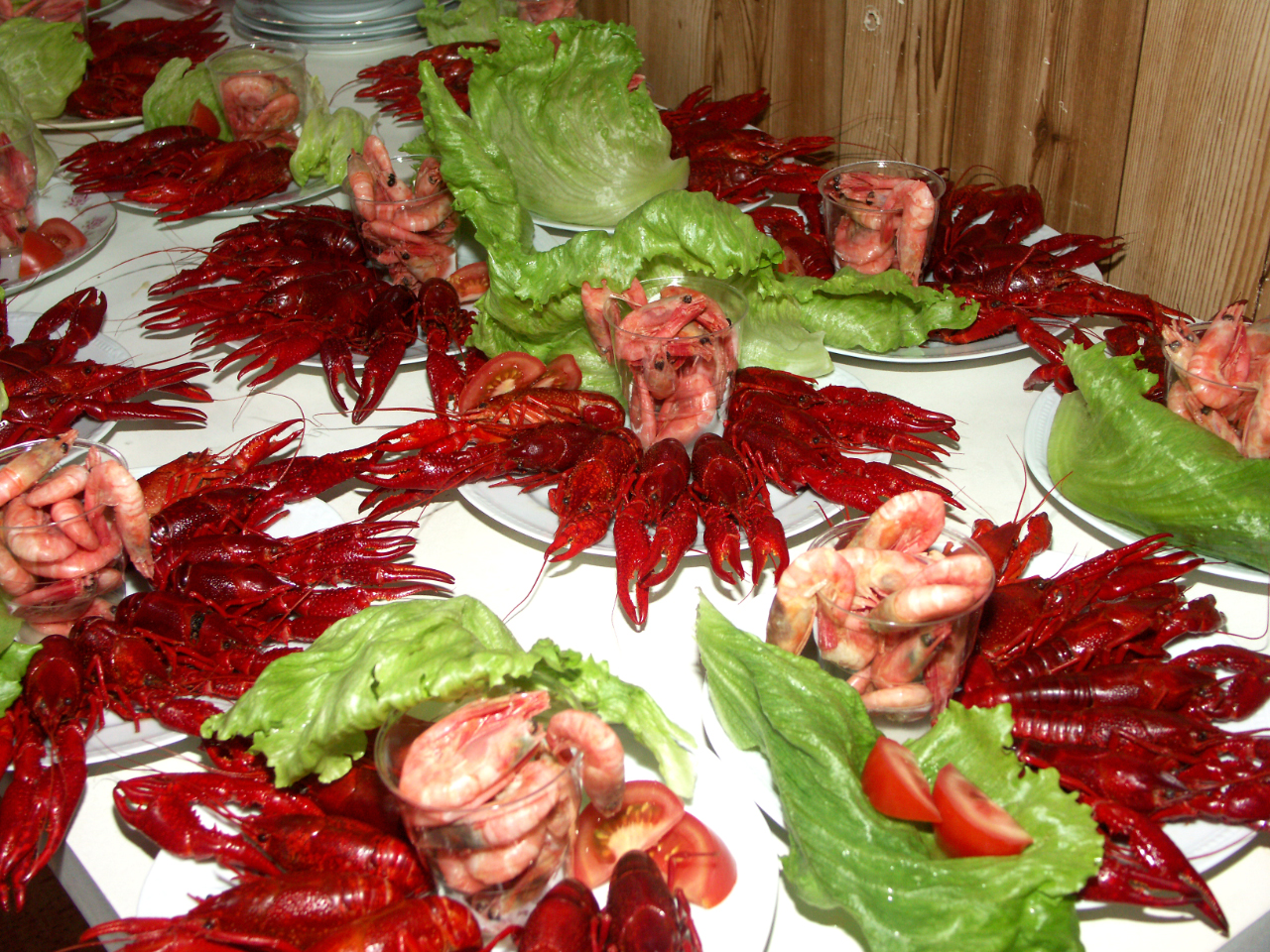
クレフトフィーバ（Kräftskiva）と呼ばれるザリガニ・パーティー

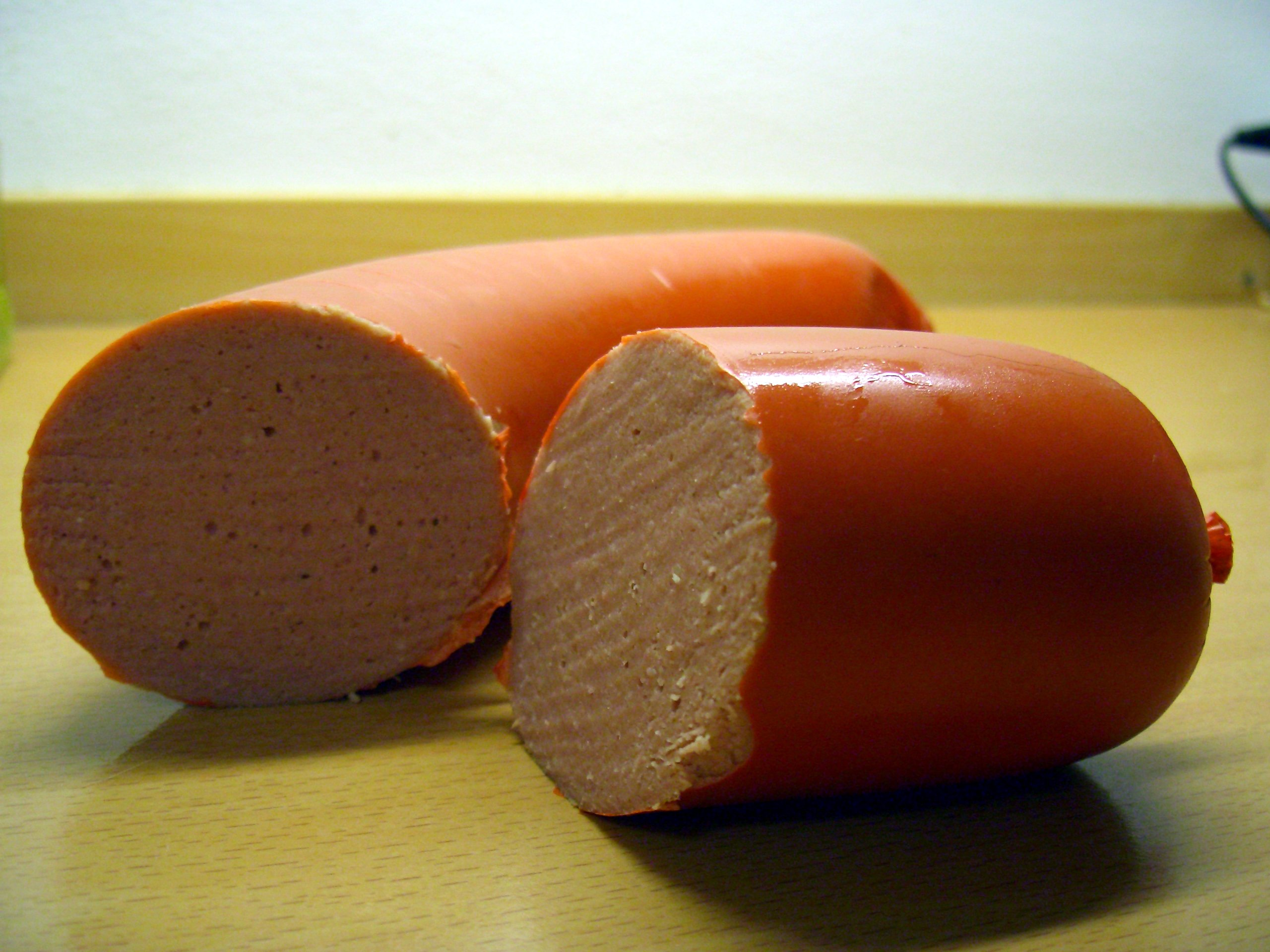
ファールンのソーセージ、ファールコルブ

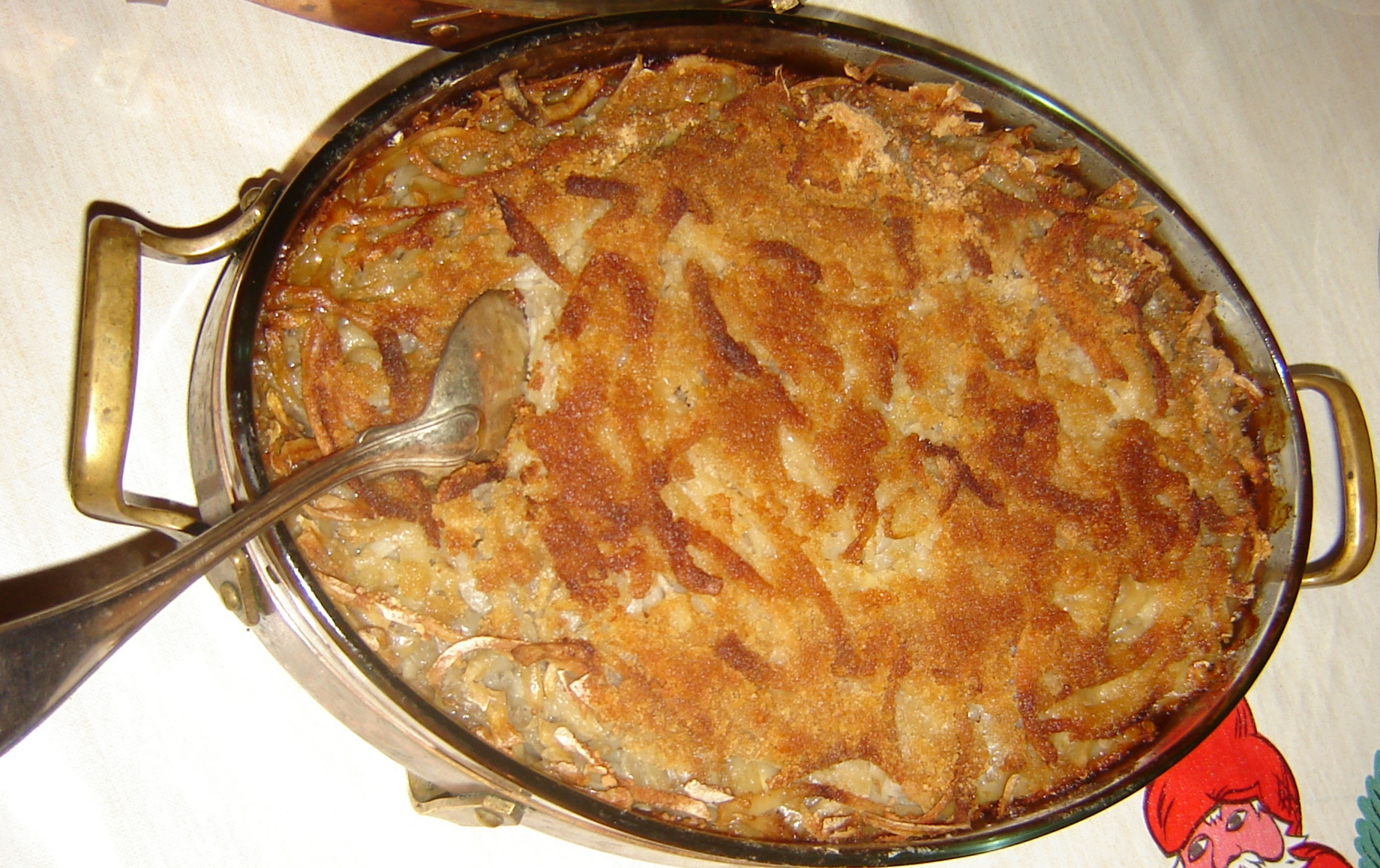
ヤンソンの誘惑と呼ばれるジャガイモのキャセロール

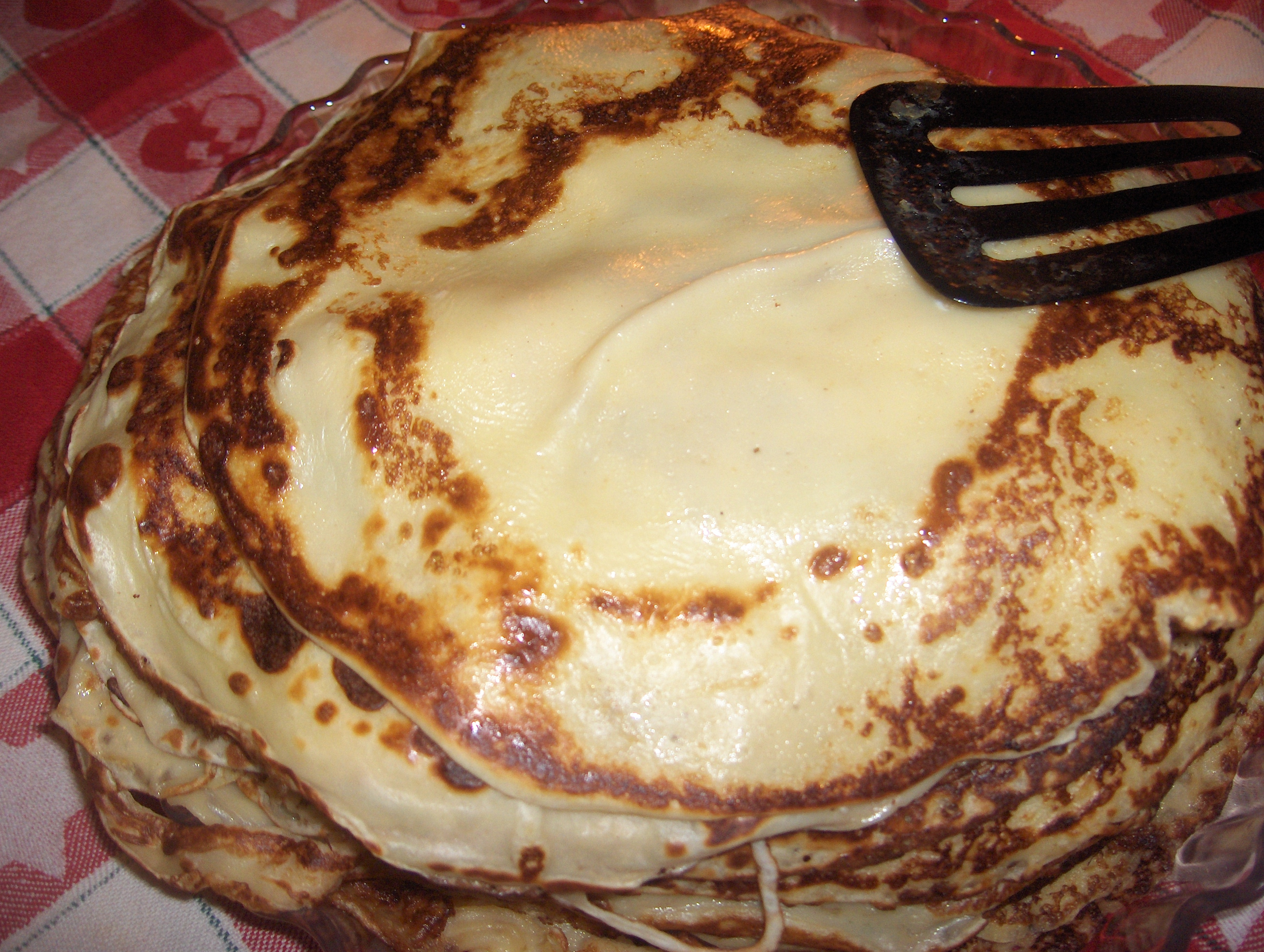
スウェーデンのパンケーキ

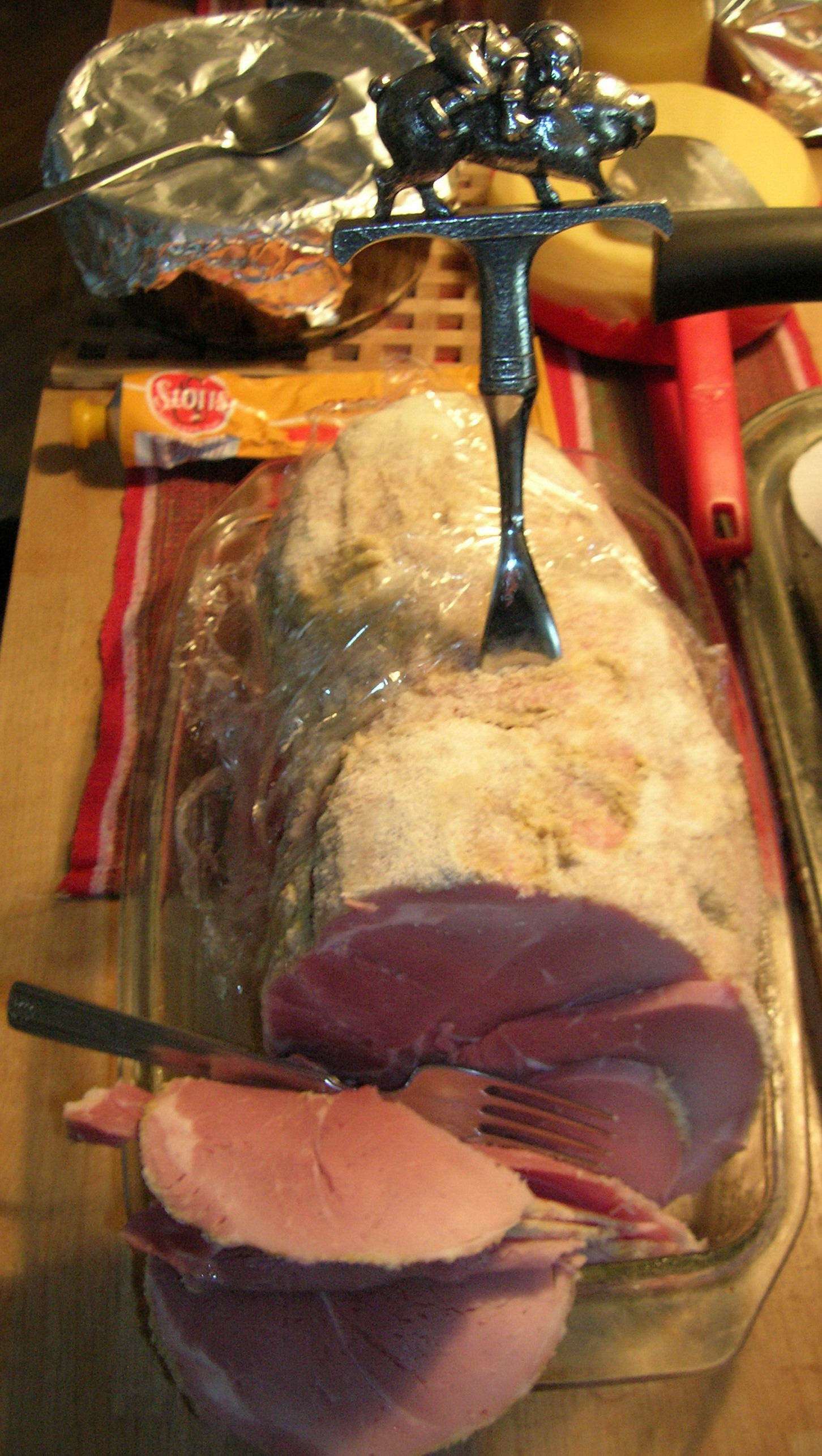
現代のスウェーデンの伝統的クリスマスハム、ユールフィンカ

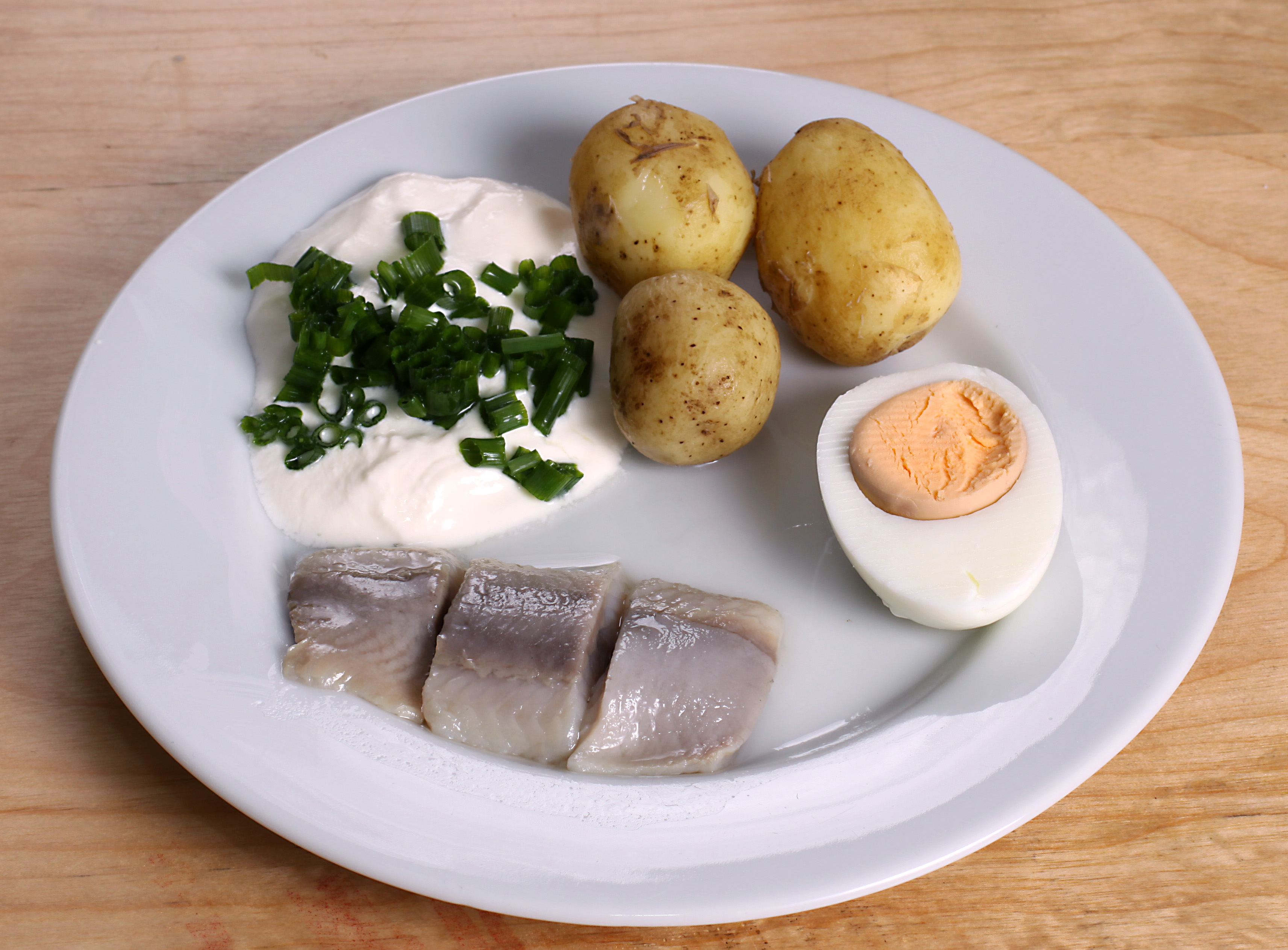
夏至に供されるニシンの酢漬け、サワークリームと刻んだチャイブ、ジャガイモ、ゆで卵

スウェーデンの伝統料理は、数百年前の料理や1世紀前や近年の料理も含めて、スウェーデンの日常の食事の重要な位置にあるが、現在のスウェーデン料理は多数の国際的料理を受け入れている。
国際的に最も有名なスウェーデン料理の伝統はスモーガスボード、クリスマスのユールボード (Smörgåsbord#Julbord) であり、グラブラックスやミートボールといった良く知られたスウェーデン料理も含まれる。
スウェーデンでは、メイドが半日の休暇を取得し事前調理が容易なスープを作ったことから、伝統的に木曜日をスープの日としている。最も伝統的なスウェーデンのスープの1つに、黄色いエンドウマメのスープ、アートソッパ（Ärtsoppa）があり、今なお多くのレストランや家庭で毎週木曜日にパンケーキと共に供される。木曜日のエンドウマメスープの伝統は中世にまで遡る。これは簡素な食事であり、基本的に茹でた黄色いエンドウマメ、少々のタマネギ、塩と豚肉の小片で作る非常に濃いスープである。マスタードを添えて薄いパンケーキ（パンカーコー、pannkakor）のデザートの前に供されることが多い。スウェーデン軍は、徴集兵に毎週木曜日、エンドウマメのスープとパンケーキを供する。
ジャガイモは、年間を通じて主要な炭水化物源として食べられ、多くの伝統料理の主材料である。50年前まで、パスタや米は一般的な夕食の食材ではなかった。
ジャガイモにはいくつかの種類があり、初夏に実る「新ジャガイモ」が最も評価されており、伝統的夏至祭で味わう。夏至祭では新ジャガイモが酢漬けニシン、チャイブ、サワークリームと共に供され、伝統的にデザートとしてその年初めて収穫されたイチゴが供される。
スウェーデンで最も高級なキノコはアンズタケであり、珍味とされている。アンズタケは通常、ステーキの副菜として、またはタマネギ、ソースと共に炒めてオープン・サンドイッチにのせて供される。アンズタケに続いて、ヤマドリタケ（karljohansvamp）が美味とされる。karljohansvamp（カール・ヨハンのキノコ）という名前は、このキノコを食用として伝えたカール14世ヨハンに因んでいる。
8月の伝統的な祭り、クレフトフィーバ（Kräftskiva、ザリガニ・パーティー）では、茹でて塩と少々の砂糖と大量のイノンドで調味した出汁に漬けたザリガニを大量に食べる。
スウェーデンの伝統料理は以下の通りである。

### メイン料理
| 名前                                                                                             | 説明 |
| ------------------------------------------------------------------------------------------------ | --- |
| アートソッパ（Ärtsoppa）                                                                         | エンドウマメのスープ (Pea soup) 。 |
| ブループディン（Blodpudding）                                                                    | 甘い味付けの、香辛料の入ったブラッド・プディング。リンゴンベリー・ジャム、ジャガイモとニンジンのマッシュを添えて食べる。 |
| ブルーコルブ（Blodkorv）                                                                         | ブラッドソーセージ。豚の血液と小麦粉、豚肉、レーズンと香辛料を材料とする。 |
| ファールコルブ （Falukorv）                                                                      | ファールンが発祥の、大きく太いソーセージ。ファールンのコッパルベリ銅鉱山のエレベータとポンプは、16世紀から17世紀の蒸気エンジン登場まで、牛を動力としていた。この牛が過労や老衰で死ぬと、皮を鉱山で使うロープに使い、肉の一部をファールコルブに使った。様々な料理に用いられる。 |
| フィスクブラール（fiskbullar）                                                                   | 白身魚のすり身で作るつみれ。 |
| グラブラックス（gravad lax）                                                                     | 塩と砂糖、ハーブで保存処理したサケ。 |
| ポーチド・サーモン（Inkokt lax）                                                                 | サケを、タマネギ、ニンジン、酢、塩、砂糖、その他の香辛料と共に茹でた料理。一般的にイノンド、レモンを加えたマヨネーズを添え、通常冷製で食べる。 |
| イスターバンド（Isterband）                                                                      | 粗挽き豚肉、オオムギとジャガイモで作る、スモーランド地方発祥のソーセージ。最初に発酵させてから軽くスモークする。この調理法が独特の酸味とスモークの風味を与える。伝統的にイノンド煮込みのジャガイモとテーブルビートの酢漬けと共に食べる。                                       |
| ヤンソンの誘惑（Janssons frestelse）                                                             | ジャガイモ、タマネギ、アンチョビ、クリームで作るキャセロール。スウェーデンではアンチョビの代わりにスプラットが用いられ、魚種は違うが味付けは同様である。 |
| ユールフィンカ（Julskinka）                                                                      | 塩蔵ハムを茹でてマスタード、パン粉、卵をまぶしたもの。「クリスマスハム」の意。スウェーデンでは「クリスマスの七面鳥」と同等である。 |
| カロプス (料理)（kalops）                                                                        | 牛肉と野菜の煮込み、シチュー。 |
| コールドルマ（kåldolmar）                                                                        | ロールキャベツ。 |
| ショットソッパ・メド・クリンプ（Köttsoppa med klimp）                                            | 牛肉と根菜で作るスープで、スウェーデン独特のダンプリング、クリンプ（klimp）と共に供される。 |
| クロップカーカ（Kroppkaka）                                                                      | 下茹でしたジャガイモで作る、豚肉を詰めたダンプリング。 |
| ルートフィスク（Lutfisk）                                                                        | 石灰液で戻した干物の魚（タイセイヨウダラなど）。 |
| パルト（Palt）                                                                                   | 下茹でしないジャガイモで作る、豚肉を詰めたダンプリング。 |
| ピーテパルト（Pitepalt）                                                                         | ピーテオ発祥のパルト。 |
| ブローパルト（Blodpalt）                                                                         | 血液で作るパルト。 |
| パルトブロード（Paltbröd）                                                                       | 血液で焼いたトゥンブロードの一種。伝統的にホワイトソースとフライした豚肉に浸して供される。 |
| レヴァーパルト（Leverpalt）                                                                      | レバー入りのダンプリング。 |
| ブローベルスパルト（Blåbärspalt）                                                                | ブルーベリー入りのダンプリング。 |
| パンカーカ（Pannkaka） プレッター（Plättar）                                                     | パンケーキ。プレット（plätt）は小さなパンケーキで、通常、複数を一度に調理できるくぼみがあるフライパンの一種、プレットラッグ（plättlagg）で作る。 |
| インラグド・シル（Inlagd sill）                                                                  | ニシンの甘酢漬け。 |
| ポルサ（Pölsa）                                                                                  | コンビーフハッシュやケーシングのないハギスに類似した料理。 |
| ラグムンク（Raggmunk）                                                                           | ポテトパンケーキ。 |
| ルートモース・メド・フレスク（rotmos med fläsk）                                                 | ニンジン、ジャガイモ、ルタバガのマッシュと豚肉。 |
| コルブストロガノフ（Korv Stroganoff）                                                            | ソーセージのトマトクリームソース煮。ソーセージストロガノフとも。 |
| ビフストロガノフ（Biff Stroganoff）                                                              | 牛肉のソース煮。 |
| ステークト・フレスク・オック・ブルナ・ボーナ（Stekt fläsk och bruna bönor）                      | 廃糖蜜で煮込んだインゲンマメを添えた豚肉。 |
| ステークト・フレスク・メド・ロクソース・オック・ポタティス（Stekt fläsk med löksås och potatis） | 豚肉のタマネギソース、ジャガイモ添え。 |
| プリンスコルブ（Prinskorv）                                                                      | ホットドッグソーセージ風の小さなソーセージ。 |
| フレスクコルブ（Fläskkorv）                                                                      | 豚肉ソーセージ。 |
| ピッティパンナ（Pyttipanna）                                                                     | 角切りのフライした肉、タマネギ、下茹でしたジャガイモを炒め合わせた料理。よく残り物を利用して作られ、ソーセージ、ベーコンや肉の替わりにサケ等他の材料もよく加えられる。 |
| スモルゴストータ（Smörgåstårta）                                                                 | サンドイッチケーキ。大きな複数層サンドイッチに似た料理。様々なフィリングとトッピングで作る。 |
| シュールストレミング（Surströmming）                                                             | ニシンの発酵食品。強烈な臭いと独特の風味を持ち、スウェーデン人にとってもだんだんと好きになる味と考えられる。 |
| ステークトストレミング（Stekt strömming）                                                        | 三枚におろした生のニシンの身の間にイノンド、塩、白コショウを挟んでパン粉をまぶし、バターできつね色に焼いた料理。マッシュポテトとリンゴンベリージャムを添えて食べる。 |
| グリスフォッター（Grisfötter）                                                                   | テーブルビートと共に供される豚足。 |
| 空飛ぶヤコブさん（Flygande Jacob）                                                               | バナナ、ピーナッツ、ベーコン入りの鶏肉のキャセロール。1960年代に考案された。 |
| ハッセルバックポテト(Hasselbackspotatis)                                                         | ジャガイモに多くの切り込みを入れて焼き上げた一品。 |

### シーフード料理

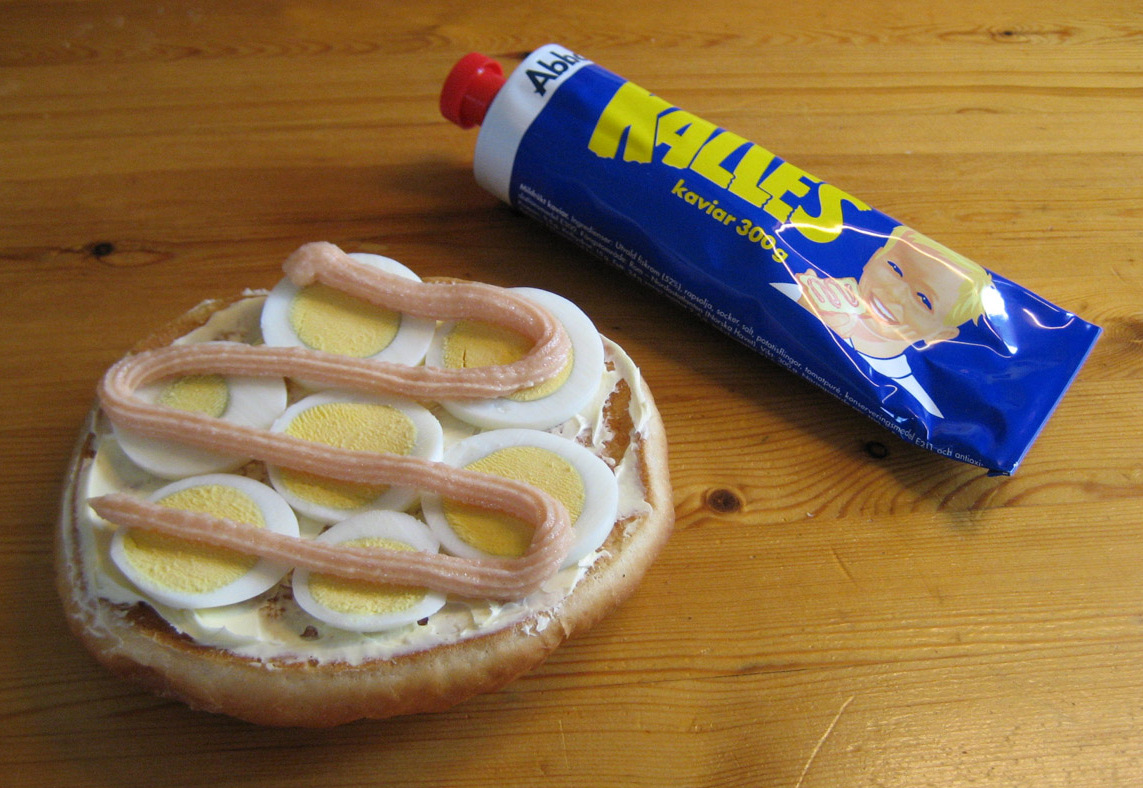
カレス・キャビアと卵のサンドイッチ

一部の範囲の魚や魚介類は、スウェーデン料理で重要な部分である。ノルウェーからの養殖サケが人気になってきている。甘酢漬けのニシン、インラグド・シル（inlagd sill）は最も伝統的なスウェーデンの前菜である。エビとロブスターは、スカゲラク海峡沿岸の特産品である。

### デザート

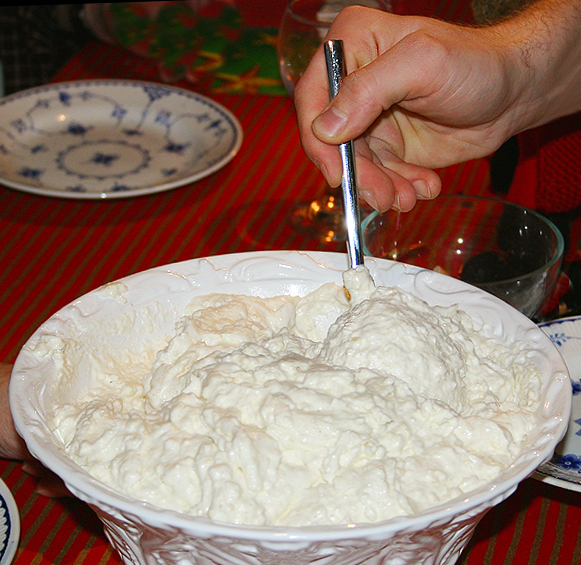
リーサラマルタ（Ris à la Malta）またはリーサラマンド（Ris à l'amande、アーモンドのライスプディング）と呼ばれるクリスマスデザート

一般的なデザートは以下の通りである。
| 名前                                                               | 説明 |
| ------------------------------------------------------------------ | --- |
| オストカーカ（Ostkaka）                                            | スウェーデンのチーズケーキ（一般的なチーズケーキとは全く異なる）。 |
| ゴットランスク・サフランスパンカーカ（Gotländsk saffranspannkaka） | ゴットランド島発祥の、サフラン風味ライスプディング。ジャム、ホイップクリーム、またはデューベリー (Dewberry) のジャムを添えて供される。 |
| スムールパイ（Smulpaj） スモーデグスパイ（Smördegspaj）            | 様々な種類のパイとクッキーは典型的なデザートであり、コーヒーと共に供される。代表的なパイはアップルパイ、ブルーベリーパイ、ルバーブパイである。スムールパイはほろほろした生地のパイで、スモーデグスパイはバターを練りこんだ生地のパイである。   |
| パンカーカ（Pannkaka）                                             | アメリカ料理式にパンケーキが朝食に出されることは殆どなく、デザートとして甘いジャムとホイップクリームと共に供されるか、甘いトッピングを余り使わずに食事として供される。（夕食用のパンケーキは豚肉またはリンゴの具を入れてオーブンで厚く焼く。） |
| スペッテカーカ（Spettekaka）                                       | 甘く水分の少ない、中空のケーキである。形は円筒形でメレンゲに似ている。スウェーデン南部のスコーネ地方にのみ見られる。 |
| ヴォッフロル（Våfflor）                                            | ジャムやホイップクリーム、またはアイスクリームを添えて供される。スウェーデンでは3月25日がワッフルの日である。 |
| クラップスグルート（Klappgröt）                                    | 赤スグリ、リンゴンベリー、ラズベリー、ブラックベリー等の果汁を混ぜ、ふわふわの食感になるまで混ぜて作るセモリナプディング。冷やして食べる。 |

## ペイストリーと菓子

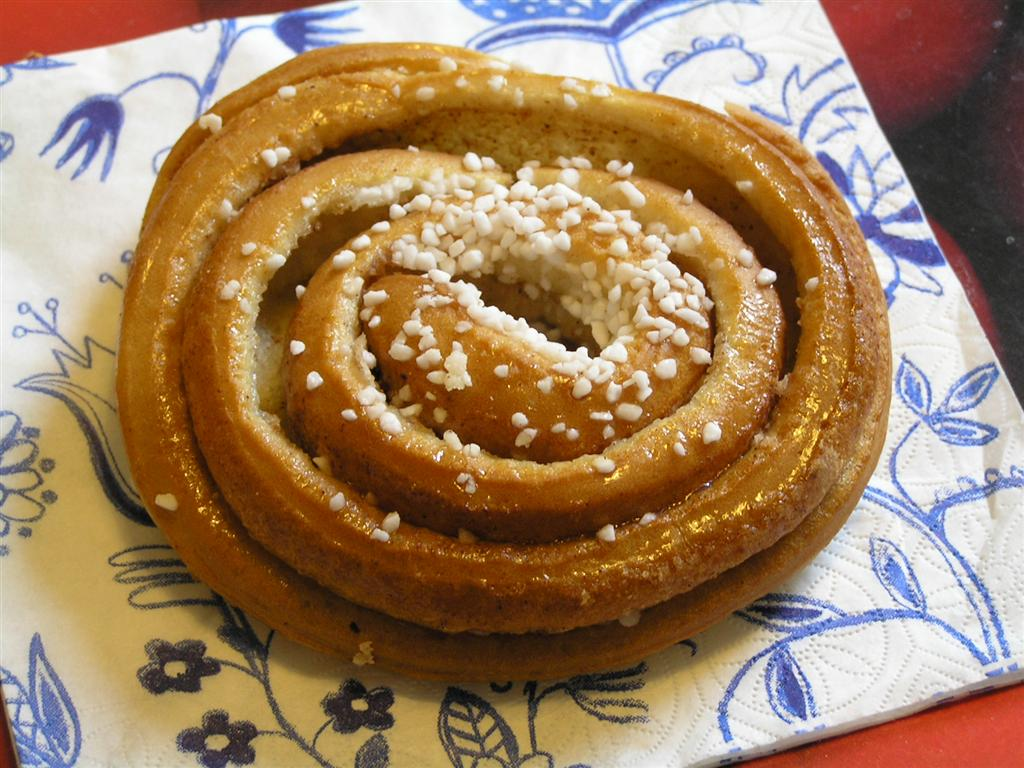
カネルブッレ（Kanelbulle）

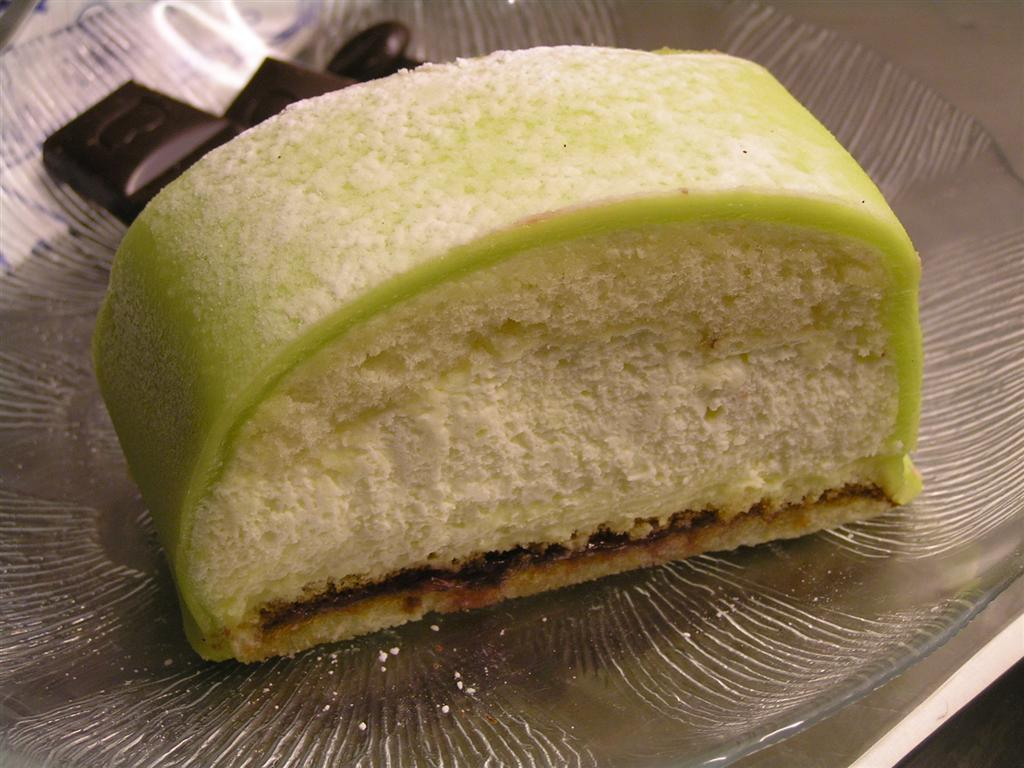
プリンセストルタ（Prinsesstårta）

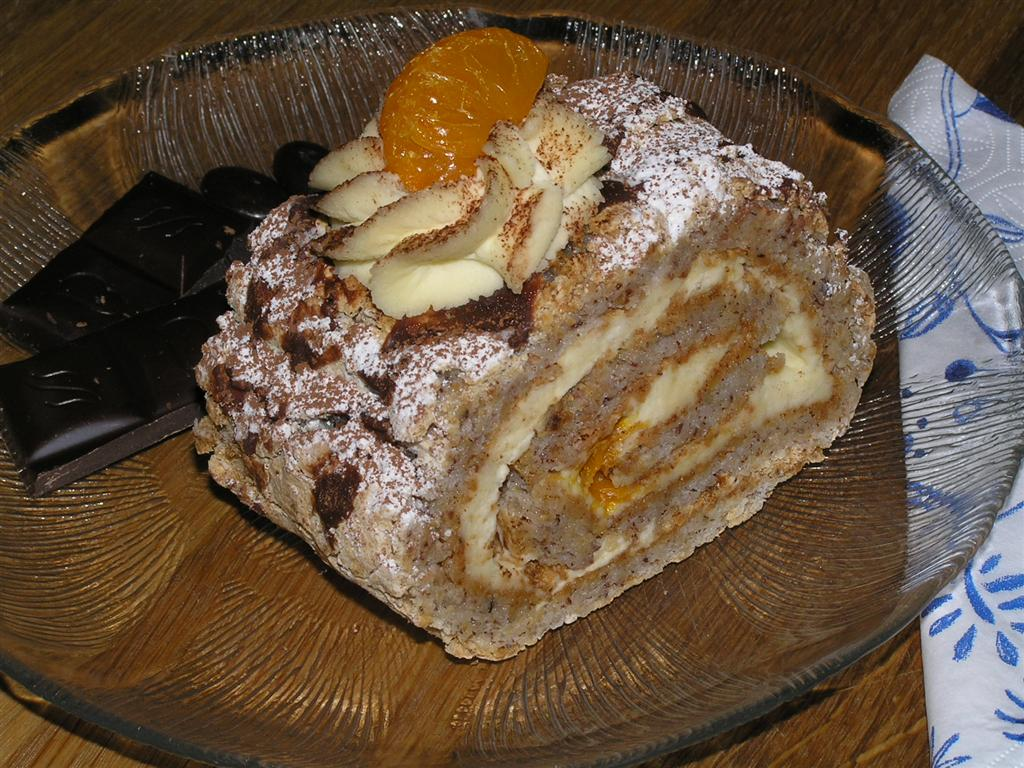
ブダペストバーケルセ（Budapestbakelse）

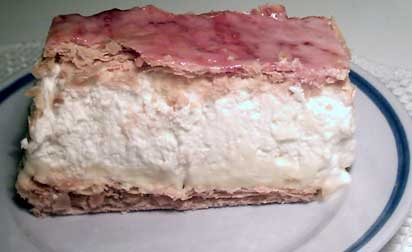
ナポレオンバーケルセ（Napoleonbakelse）

### カフェブロード
バーケルセ（Bakelser）およびその他のカフェブロード（Kaffebröd、通称フィーカブロードFikabröd）とは、様々な形をした菓子、ケーキ、クッキーおよび菓子パンであり、子供以外は、通常は濃いコーヒーと共に味わう（フィーカを参照）ものとされる。伝統的なスウェーデンのコンディトリ（konditori、カフェ、ベーカリー、パン・ケーキ店）で人気のカフェブロードは以下の通りである。
| 名前                                                                           | 説明 |
| ------------------------------------------------------------------------------ | --- |
| カネルブッレ（Kanelbulle）                                                     | 生地にカルダモンを混ぜたシナモンロール。 |
| ヴィーネルブロード（Wienerbröd）                                               | デニッシュ・ペストリーで、いくつかの種類や形状がある。アメリカ合衆国のデニッシュとも酷似している。 |
| チョコレートボール（ホクラードボル（Chokladboll）、ネーゲルボル（Negerboll）） | オートミール、ココア、砂糖、バターを混ぜ合わせて丸め、ココナッツフレークまたはニブシュガーをまぶした菓子。ホクラードボル（「チョコレートボール」）はココアバターを含まないため、正確な名前ではない。「ネグロボール」を意味する「ネーゲルボル」は、政治的に正しくはないが、元々黒人を侮辱する意図はなかった。 |
| クリングラ（Kringla）                                                          | 小さなプレッツェル形の（甘い）クッキーにニブシュガーをトッピングした菓子。 |
| プンシェルラ（Punschrulle）                                                    | クッキー、バター、ココアを混ぜ合わせてプンシュリキュールで風味付けしたものを緑色のマジパンで包み、両端をチョコレートで覆った小さな円筒形の菓子。その形状のみならず、菓子職人が閉店後にクッキーのかけらを集めて作ったことから、ダムスーガーレ（Dammsugare、「掃除機」）とも呼ばれる。他にアロークスルレ（Arraksrulle、プンシュをアラックで作るため）や「150オーム」（茶色・緑色・茶色の抵抗器のカラーコードから）とも呼ぶ。 |
| ビスキュイ（Biskvi）                                                           | アーモンドと砂糖でできた生地を焼いて、バタークリームを詰めて薄いチョコレートで包んだ小さな丸い菓子。 |
| プリンセストルタ（Prinsesstårta）                                              | スポンジケーキにホイップクリーム、カスタードクリームの層を乗せて、緑色のマジパンで包み粉砂糖をふりかけた菓子。ピンク色のマジパンで作ったバラを飾ることも多い。 |
| ブダペストバーケルセ（Budapestbakelse）                                        | 砂糖、卵白、ヘーゼルナッツ、ホイップクリーム、アンズやマンダリンオレンジ等の果物で作る大きなケーキ。チョコレートと粉糖で装飾する。 |
| ナポレオンバーケルセ（Napoleonbakelse）                                        | ミルフィーユ生地、ホイップクリーム、カスタードクリームおよびジャムで作り、アイシングとスグリゼリーをトッピングした菓子。ミルフィーユ#ナポレオン（パイ）も参照。 |
| クラードカーカ（Kladdkaka）                                                    | チョコレート味のねっとりした平たいケーキ。 |
| アロークスボル（Arraksboll）                                                   | アラックで風味付けした球形の菓子で、外観はホクラードボルに似ているが、味は全く異なる。 |

### 菓子

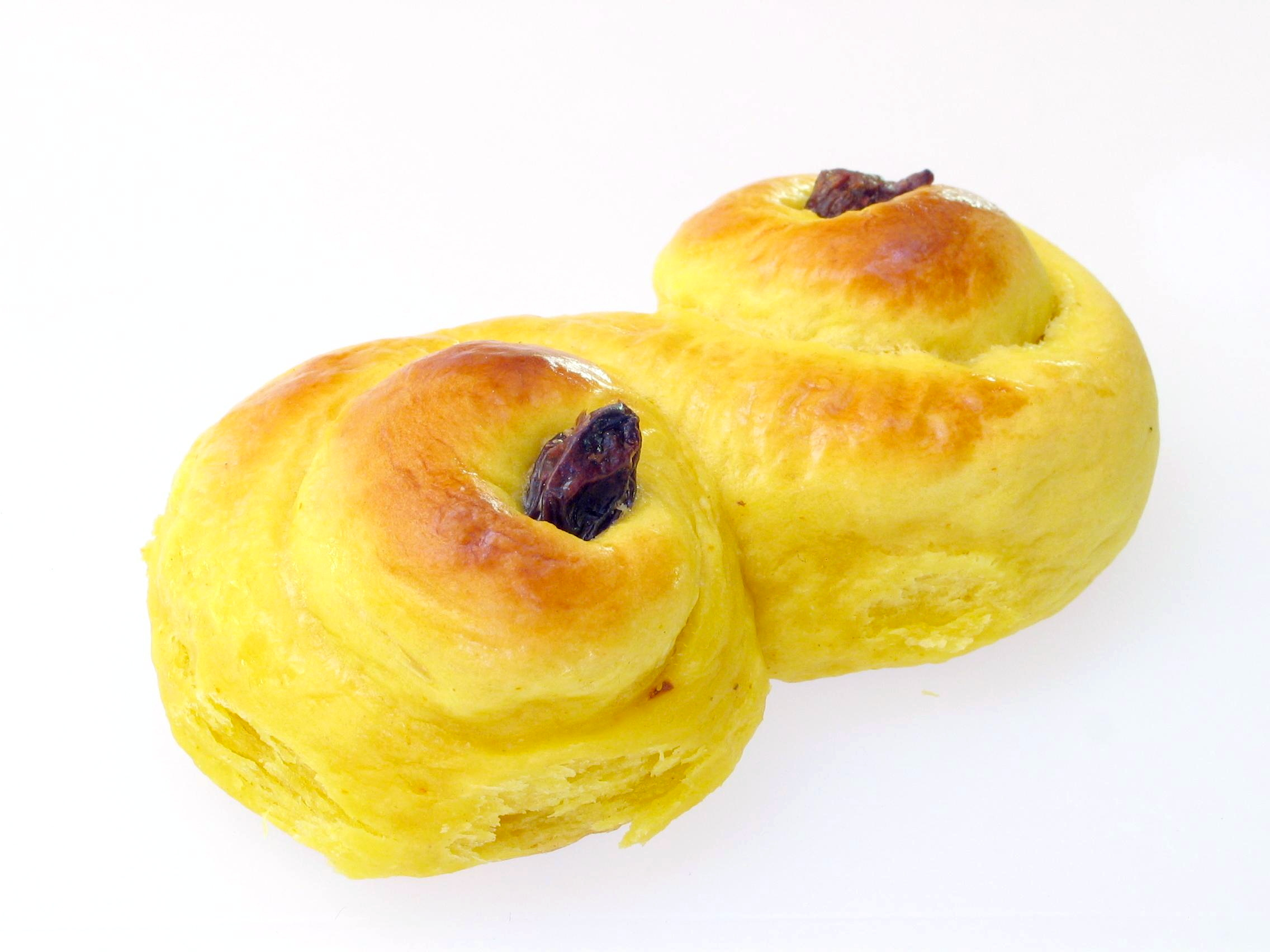
ルッセカット（Lussekatt）、ルッセブッレ（Lussebulle、聖ルチアの菓子パン）と呼ばれるサフランのロールパン

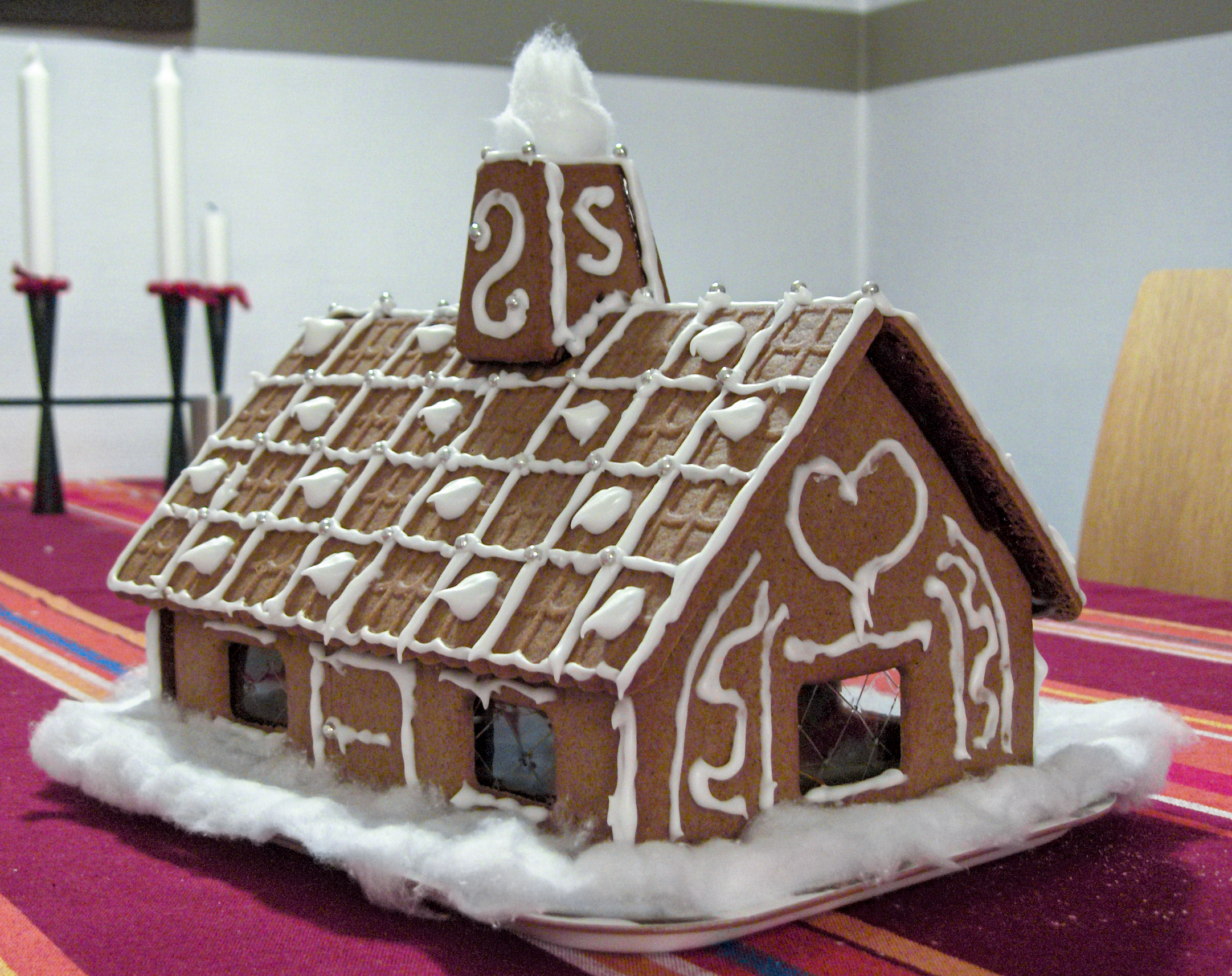
ペッパーカークスヒュス（Pepparkakshus、ジンジャーブレッドハウス）

夏には様々な季節の果物のケーキが好まれ、イチゴとクリームのケーキが最も喜ばれる。イチゴは砂糖と牛乳またはクリームだけで食べる場合も多い。夏の終わりから秋にかけては、リンゴのケーキとパイが焼かれる。リンゴのケーキは、多くの場合バニラカスタードを添えて供されるが、アイスクリームやホイップクリームを添える場合もある。
クリスマス休暇期間中の、伝統的なキャンディーと菓子は以下の通りである。
| 名前                          | 説明 |
| ----------------------------- | --- |
| クネック（Knäck）             | クリスマスのトフィー。 |
| イースホクラード（Ischoklad） | 冷たいアイスチョコレート「トフィー」。 |
| マルメラード（Marmelad）      | 「マーマレードキャンディ」。果物とペクチンで作る、様々な色の長方形のキャンディ。 |
| ルッセカット（Lussekatt）     | 聖ルチア祭（12月13日）に食べるスウェーデンのサフラン入り菓子パン。 |
| ペッパーカーカ（Pepparkaka）  | ジンジャークッキーに似た菓子。14世紀に食べられるようになり、1444年からヴァーステーナ修道院で作られている。クリスマスの菓子だが、年間を通じて消費される。 |
| セムラ（Semla）               | ファストラーグスブッレ（Fastlagsbulle、四旬節のパン）とも呼ばれる。カルダモン入りの甘いパンにホイップクリームとアーモンドペーストを詰めたもの。伝統的に四旬節が始まる前日の告解の火曜日に食べる。クリスマス開けから四旬節の終わりまで出回る季節ものの菓子。 |

#### キャンディ

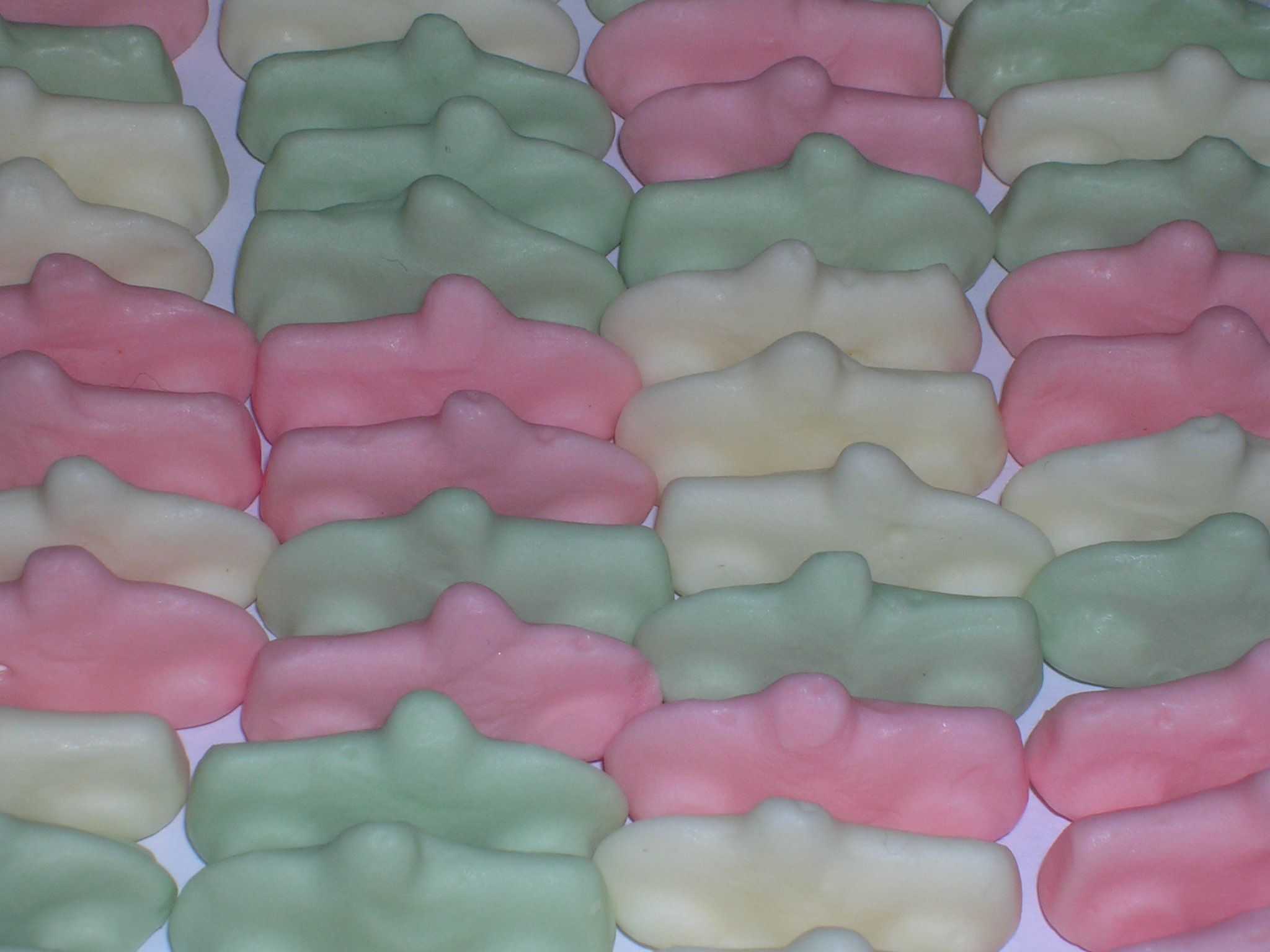
アールグレンズ・ビラー（Ahlgrens bilar、自動車）

その他のスウェーデンのキャンディは以下の通りである。
| 名前                                     | 説明                                                                         |
| ---------------------------------------- | ---------------------------------------------------------------------------- |
| サルトラクリッツ（Saltlakrits）          | 塩化アンモニウムで味付けしたリコリス。                                       |
| ポルカグリース（Polkagris）              | グレンナ発祥の、ペパーミント味の棒状の伝統的なキャンディ。他の風味もある。   |
| ワインガム、ガムドロップ                 | 様々な形や大きさで、典型的なスウェーデンの子供向けキャンディである。         |
| アールグレンズ・ビラー（Ahlgrens bilar） | 車の形のマシュマロキャンディ。宣伝文句は「スウェーデンで最も売れている車」。 |
| ソッカービター（Sockerbitar）            | 四角い、固めのマシュマロに似たキャンディ。                                   |
| ゲレーハロン（Geléhallon）               | 昔風のゼラチン製キャンディ。                                                 |
| ダイム（Daim）                           | スナックバー (菓子類)。イギリスではかつて「Dime」の名称で売られていた。      |
| イスフォコラード（Ischoklad）            | チョコレートとヤシ油のみから作られるキャンディー。                           |

## 飲料
スウェーデンは、フィンランドに次ぐコーヒー消費国のひとつである。牛乳の消費量もまた、フィンランドに次いで世界第２位である。牛乳はカートンで購入され、世界最大の牛乳カートンメーカー、テトラパックがスウェーデンで創業したことは必然である。牛乳は、多くの家庭の平日の食事で子供も大人も飲む日常的飲料である。
また、フルーツスープ、特にローズヒップのスープとビルベリーのスープは、通常温めて冬に食べる。

### クリスマス

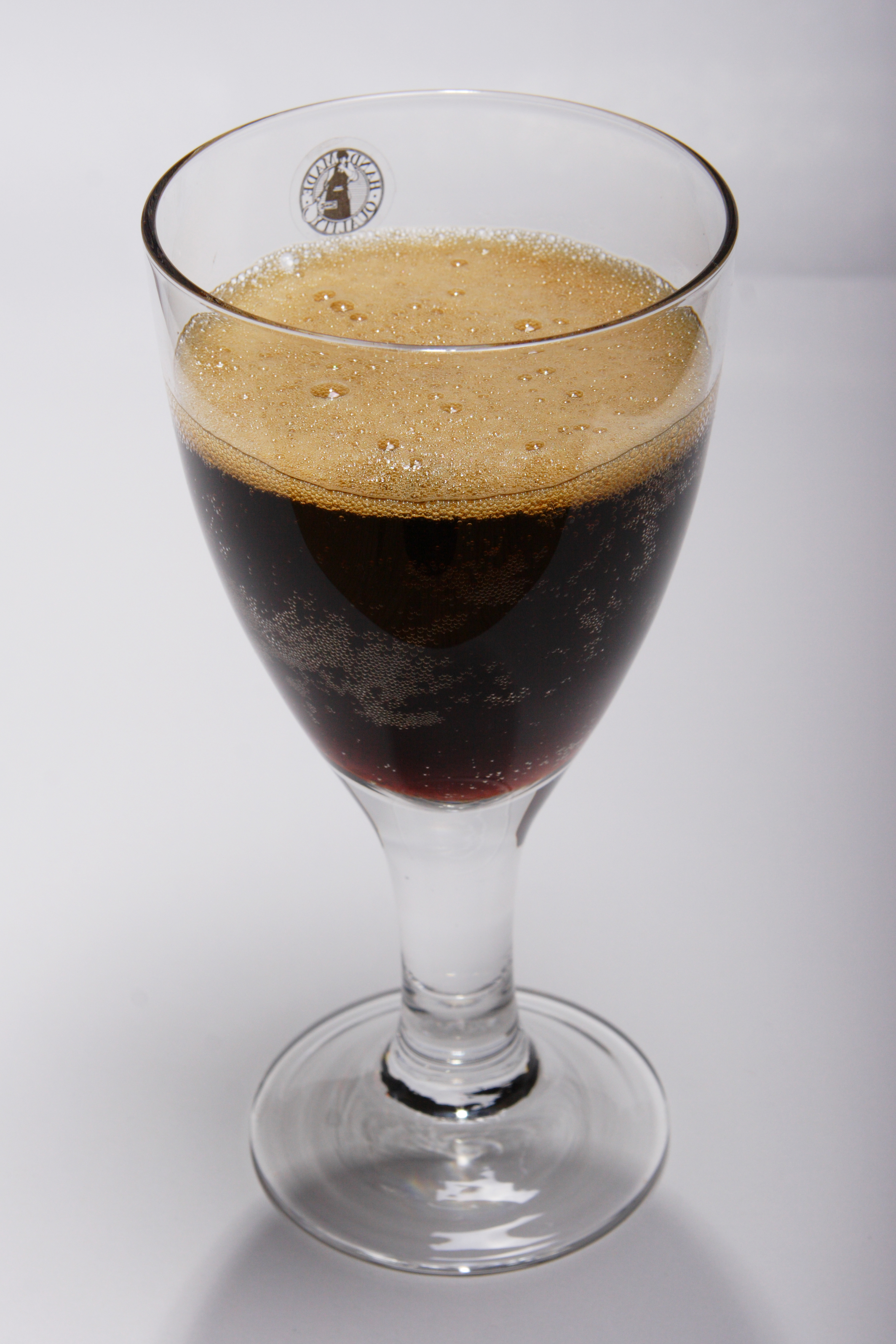
ユールムスト

| 名前              | 説明 |
| ----------------- | --- |
| ムマ（Mumma）     | 伝統的なクリスマスの飲み物。ポーターや他の黒ビール、明るいビール（ピルスナー）、ポートワイン（または他のワイン）、甘い飲み物（ソッケルドリッカやユールムスト）を混ぜて作り、通常カルダモンを加える。 |
| グロッグ（Glögg） | グリューワイン。 |

### 甘い飲み物

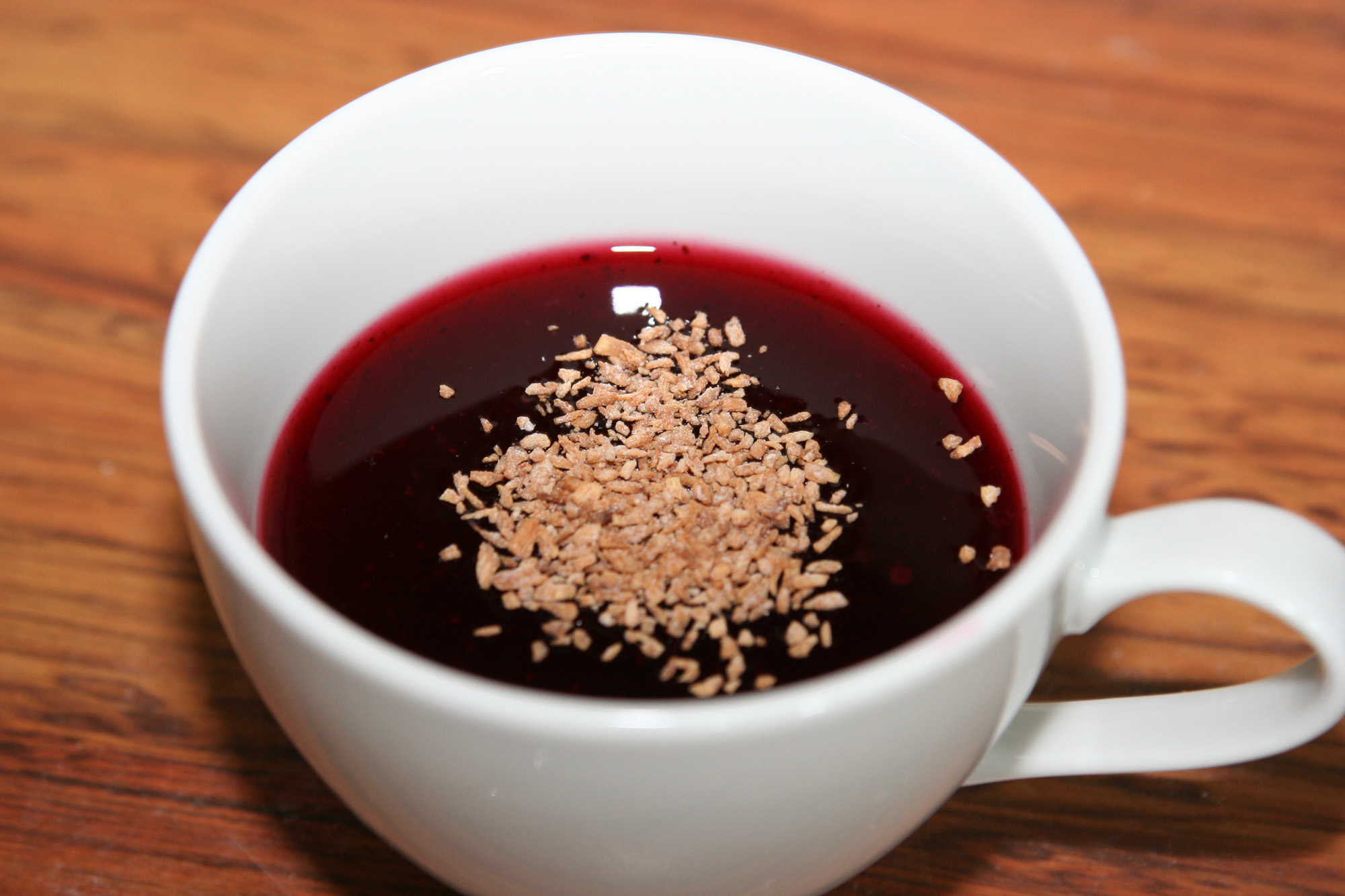
シリアルをトッピングした1杯のブローベルスソッパ

| 名前                                   | 説明                                                                   |
| -------------------------------------- | ---------------------------------------------------------------------- |
| ブローベルスソッパ（blåbärssoppa）     | ブルーベリーで作る甘いスープ、冷製でも温製でも供される。               |
| イーアンバルスドリッカ（Enbärsdricka） | 伝統的なジュニパーベリーのソフトドリンク。                             |
| ソッケルドリッカ（Sockerdricka）       | 伝統的な甘酸っぱいソフトドリンク（炭酸入り）。                         |
| フルクトソーダ（Fruktsoda）            | 伝統的なレモンライム味のソフトドリンク（炭酸入り）。                   |
| チャンピス（Champis）                  | スパークリングワインの代用品として飲むソフトドリンク（炭酸入り）。     |
| ポマック（Pommac）                     | スパークリングワインの代用品として飲むソフトドリンク（炭酸入り）。     |
| トロカデロ（Trocadero）                | スウェーデン北部が発祥の、リンゴとオレンジ味の伝統的なソフトドリンク。 |
| ユールムスト（Julmust）                | ユール（クリスマス）の伝統的な発泡性ソフトドリンク。                   |
| リンゴンドリッカ（Lingondricka）       | リンゴンベリーの飲料。                                                 |

### 蒸留酒

様々な味のアブソルート・ウォッカ

スウェーデン料理にとって最も重要な蒸留酒はブレンヴィーンである。ブレンヴィーンは、アクアビット（命の水）およびウォッカという2つの飲料を主に指す一般名称である。伝統的な飲み方はスナップス (Snaps) であるが、ウォッカは他の飲料の原料としても使われる。レナート（Renat）はスウェーデンの国民的なウォッカとされているが、他にもエクスプローラー・ウォッカ（Explorer Vodka）およびアブソルートという有名なブランドがあり、後者は世界で最も有名な蒸留酒ブランドのひとつである。ブレンヴィーンのほとんどは、アルコール度数40%前後である。
蒸留酒の製造は、18世紀までさかのぼる伝統があり、1840年代に最も盛んであった。1880年代以降、国有のシステームブローゲット社がアルコール度数3.5%以上のアルコール飲料販売の権利を限定し、独占していた。スウェーデンの農村では密造酒が作られるようになったが、密輸の増加やアルコール輸入規制緩和のため近年は製造が減少した。
スウェーデンの伝統的なリキュールは、19世紀に大人気となったプンシュである。当時にまでさかのぼる伝統的な唄の多くはプンシュを飲むことについてか、当時の学生会の文化活動の一部である文化祭で唄われることになっていたもので、その伝統は今日まで続いている。

### ビール
スウェーデンではビールも幅広く飲まれており、スウェーデンのビールのスタイルは色が明るく苦いラガーが主である。スウェーデン最大の醸造所はコッパルベリ・ブリィヤリである。
例えば、プリップス・ブロ（Pripps Blå）やノルランズ・グルド（Norrlands Guld）が一般的なブランドである。この20年で、多くのマイクロブルワリーがスウェーデンの至るところで登場し、幅広いスタイルとブランドを提供している。このようなスウェーデンの新興地ビールには、ニルス・オスカー醸造所、ドゥッゲ醸造所、ネルケ醸造所がある。
スウェーデンの地ビールの多くは、アメリカ合衆国の地ビールのブームに触発されており、アメリカのスタイル、および/またはアメリカンスタイル・ペール・エールやアメリカンスタイルIPA等のアメリカ地ビールのスタイルを醸造している。

## 食文化
パン研究所（Brödinstitute）はかつて、スウェーデン保険福祉庁から引用して、毎日6枚から8枚のパン食を推進活動を行った。また、牛乳についてもスウェーデン保険福祉庁により推進され、毎日グラス2杯から3杯を勧める場合が多い。調査によると、スウェーデン人の52%が毎日1回以上牛乳を飲んでおり、通常は昼食と共に1杯と、夕方または朝にもう1杯か2杯飲む。
フィーカ

甘いものと一緒にコーヒーを飲む習慣。
ルーダスゴディス

食後のデザート類を除き、甘いお菓子は週に1回、土曜日以外は食べないという習慣。

### 健康問題
インスタント食品やファストフードの増加に伴い、肥満とメタボリックシンドロームが近年増加している。
低脂肪食品の全粒パンや代替食品が一般的であり、食品店では通常3%から0.1%までの4または5段階の脂肪分の牛乳を販売している。
スウェーデン人のアルコール消費は、ここ数十年の間に伝統的な週末の暴飲 (Binge drinking) と平日の普段の飲酒を組み合わせる「大陸的」習慣や、輸入制限の緩和（スウェーデンにおけるアルコール飲料参照）により変化した。喫煙は、ここ数十年間で大幅に減少した。
塩分の取りすぎに寄る、高血圧等の健康問題も浮上している。

### 倫理問題
スウェーデンの農家は、遺伝子組替、動物虐待、無機農薬、および過剰輸送を行わない農産物であることを積極的に宣伝している。国が有機農業を認定するマーク、KRAV（クラーヴ）が一般的である。